# Victor Daelemans
Victor Daelemans (Bornem, 15 februari 1872 – aldaar, 10 maart 1932) was een Belgisch brouwer en politicus. Hij was burgemeester van Bornem.

## Levensloop
Victor Daelemans was brouwer van beroep, tevens baatte hij in de beginjaren 30 een cinema uit te Bornem. Hij werd aldaar burgemeester in 1921, in een coalitie van zijn lokale partij Oude Roos met de socialistische partij.
Via lobbywerk van onder meer Jef Van Hoeywegen - een provinciaal ambtenaar en medewerker van gouverneur Georges Holvoet - werd René Van Lint aangesteld tot burgemeester, met ingang van 1 januari 1933.
De benoeming vond plaats in 1932, hierop volgde in 1933 een betoging tegen de aanstelling van Van Lint, geleid door de socialisten en de Oude Roos, de partij van voormalig burgemeester Daelemans. Ook Antoon Spinoy (BWP) nam deel aan de optocht.
Zijn zoon Albert Daelemans (1899-1975), getrouwd met Pauline Boeykens (1899-1974), trad in de gemeentepolitiek en werd na de oorlog schepen van financies.